# Caniçal

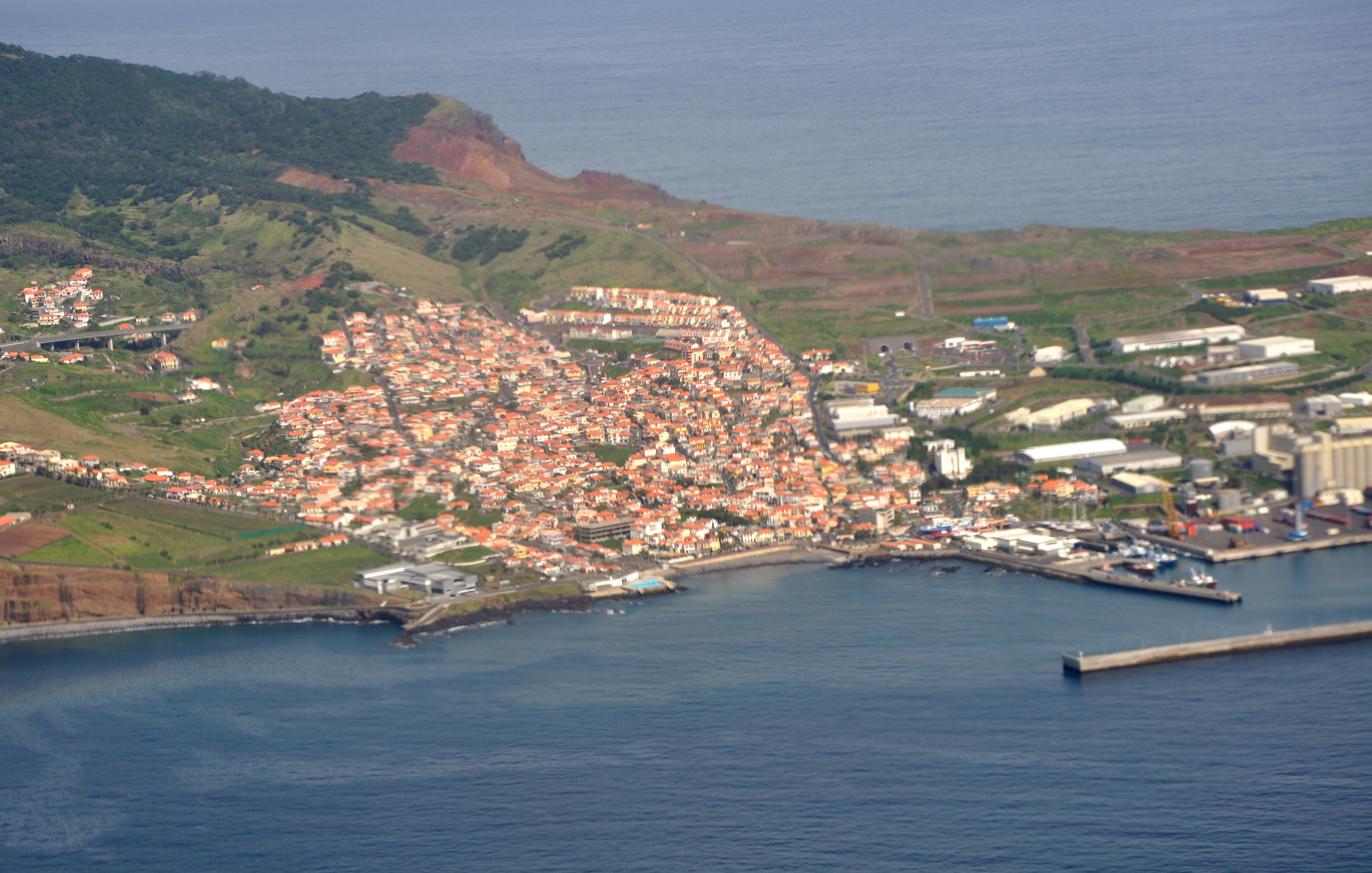
Caniçal (rechts der Hafen und die Freihandelszone)

Lage der Gemeinde Caniçal (farbig) im Kreis Machico (dunkelgrau)

Caniçal ist eine Gemeinde im Kreis von Machico im Nordosten von Madeira. Am 19. April 2021 hatte Caniçal 3548 Einwohner auf einem Gebiet von 11,9 km².

## Geschichte
Das Gebiet der Ostspitze Madeiras wurde als Lehen Vasco Moniz übergeben. Die erste dort entstandene Siedlung war der Ursprung des heutigen Ortes. Mit der Nennung in Moniz’ Testament wird der Ort am 5. September 1489 erstmals erwähnt. Bedingt durch die schwierigen Verbindungswege nach Machico wurde hier 1527 mit der Capelinha do Caniçal eine erste Kapelle eingeweiht. Seit 1561 ist Caniçal eine eigene Gemeinde. Ihren Sitz bezog diese in der neuerrichteten Kirche Capela de São Sebastião, die 1594 von Korsaren geplündert wurde, und nach ihrer Restauration dem Erdbeben von 1748 zum Opfer fiel. Im 16. und 17. Jahrhundert wurden weitere Kapellen errichtet. Ab dem 18. Jahrhundert verlagerte sich die Besiedlung nach Westen, wo 1749 die heutige Kirche errichtet wurde. Die anhaltenden Piratenangriffe veranlassten Sebastião José de Carvalho e Melo, der unter seinem ab 1769 geführten Adelstitel „Marquês de Pombal“ bekannt wurde, in der Nähe einen Hafen mit Militäranlagen zu errichten.
1867 begannen die Arbeiten am Leuchtturm Farol da Ponta de São Lourenço, der ab seiner Eröffnung 1870 die Seefahrt an der gefährlichen Felsküste sicherer gestaltete. Im Oktober 1854 war hier das Schiff Forerunner gesunken.
1909 legte die Gemeindeverwaltung einen kleinen Kai an. 1931 landeten dort 700 portugiesische Soldaten, zur Einnahme des 1926 in Alagoa errichteten Radiosenders der Companhia Portuguesa Rádio Marconi, der von Aufständischen besetzt gehalten wurde.
1942 siedelte sich das Walfangunternehmen Empresa Baleeira do Arquipélago da Madeira im Ort Cancela an. Dies brachte der armen Region einen ersten wirtschaftlichen Aufschwung, der jedoch erst mit der anschließenden Eröffnung des 16 km langen Aquaduktes Machico-Caniçal deutlich einsetzte, mit der fortan möglichen Bewässerung der Böden. Der Bau des Straßentunnels in den 1960er Jahren beendete die relative Isolation der Gemeinde. Die staatliche Post CTT richtete hier in der Folge eine Dienststelle ein, das Walfangmuseum (‘’Museu da Baleia’’) und zuletzt die Einrichtung der Freihandelszone ‘’Zona Franca Industrial’’ waren weitere Momente der Entwicklung.
1994 wurde Caniçal zur Vila (Kleinstadt) erhoben.

## Kultur, Sport und Sehenswürdigkeiten
Neben verschiedenen Kulturvereinen ist insbesondere der Fußballverein CF Caniçal von Bedeutung in der Gemeinde. Er spielt in der IIª Divisão, der dritten portugiesischen Fußballliga.
Im angrenzenden Naturschutzgebiet der Halbinsel Ponta de São Lourenço sind Wanderwege und Lehrpfade angelegt.
Die ab 1749 neuerrichtete, dem heiligen Sebastian gewidmete Kirche Igreja de São Sebastião, die auf eine frühere Kapelle aus dem 16. Jahrhundert zurückgeht, zeichnet sich durch ihre manieristischen Gestaltungselemente aus. Sie hat eine verzierte Holzdecke und verschiedene Altarretabel aus dem 18. Jahrhundert. Die beiden 37 cm hohen Figuren aus dem 18. Jahrhundert sind jedoch eher schlecht erhalten. Die Kirche steht seit 2001 unter Denkmalschutz.

## Bevölkerungsentwicklung

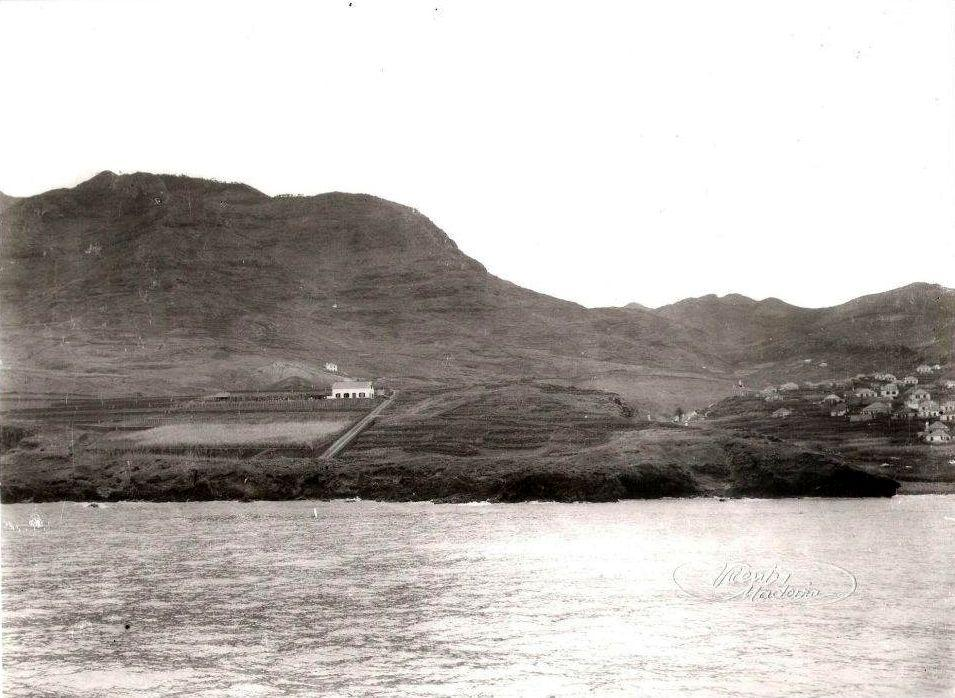
Caniçal 1930

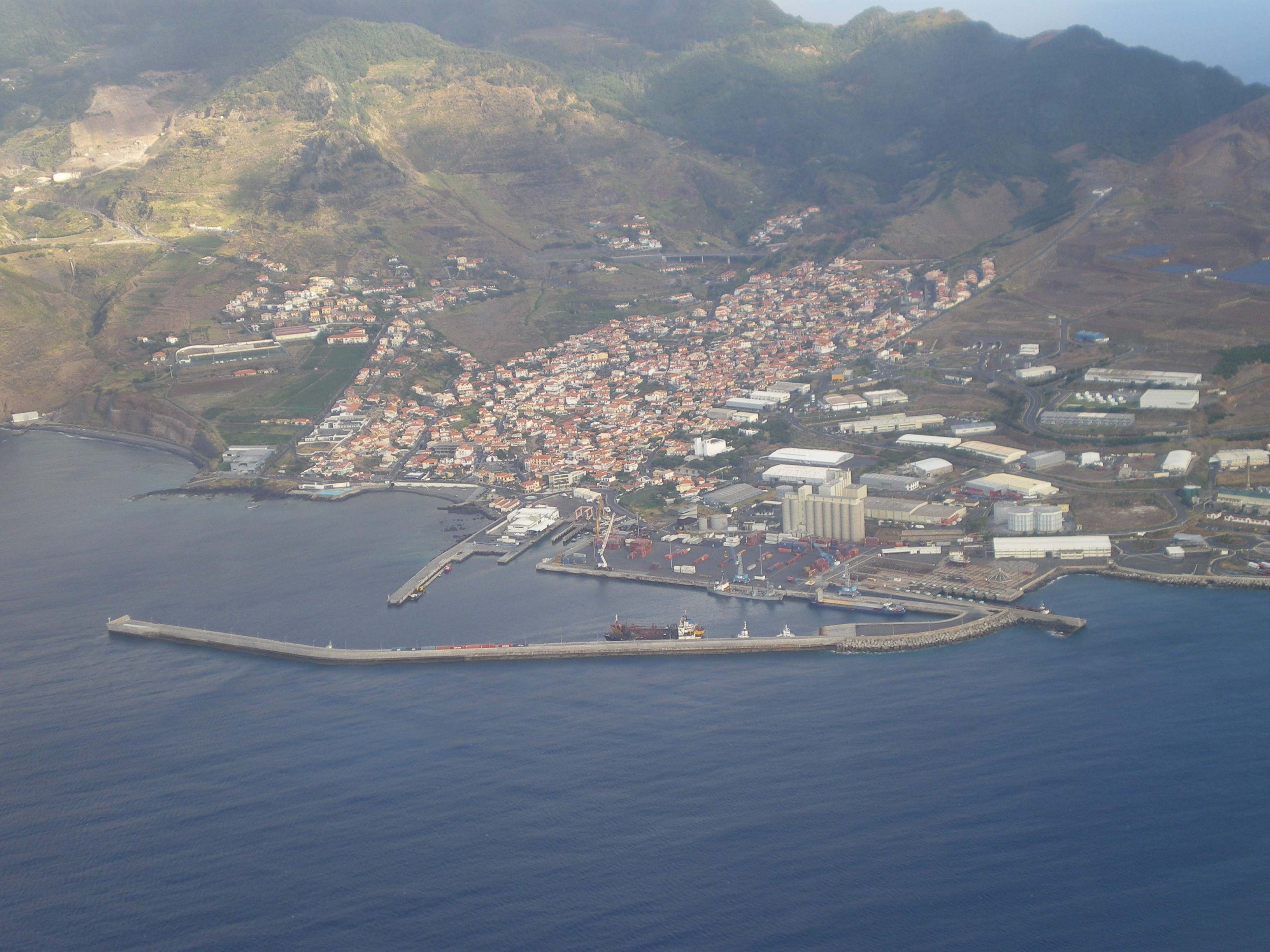
Die Freihandelszone von Caniçal (rechts)

| 1920 | 1940 | 1991 | 1995 | 2011 |
| 657  | 996  | 3586 | 4700 | 3924 |

## Wirtschaft
Der Thunfischfang wird noch betrieben, hat aber an Bedeutung verloren. In der Zona Franca do Caniçal (Freihandelszone Caniçal) ist Industrie angesiedelt, wo u. a. Kosmetik aus Aloe Vera und innovative Madeira-Stickerei hergestellt werden. Seine Bedeutung erhält die Freihandelszone jedoch mehr aus dem Handel zwischen der EU und Drittländern, und noch mehr über den Hafen Caniçal, über den der gesamte Frachtverkehr Madeiras abgewickelt wird. In kleineren Windparks wird auf der Halbinsel Strom produziert.

## Persönlichkeiten
- Frederico Cunha (* 1950); wegen Mordes in Caniçal verurteilter katholischer Priester